# Kalingapatnam
Kalingapatnam (కళింగపట్నం, Kaḷiṅgapaṭnaṁ in telugu) è una città indiana dell'Andhra Pradesh, situata nel distretto di Srikakulam.